# Kamerschieten

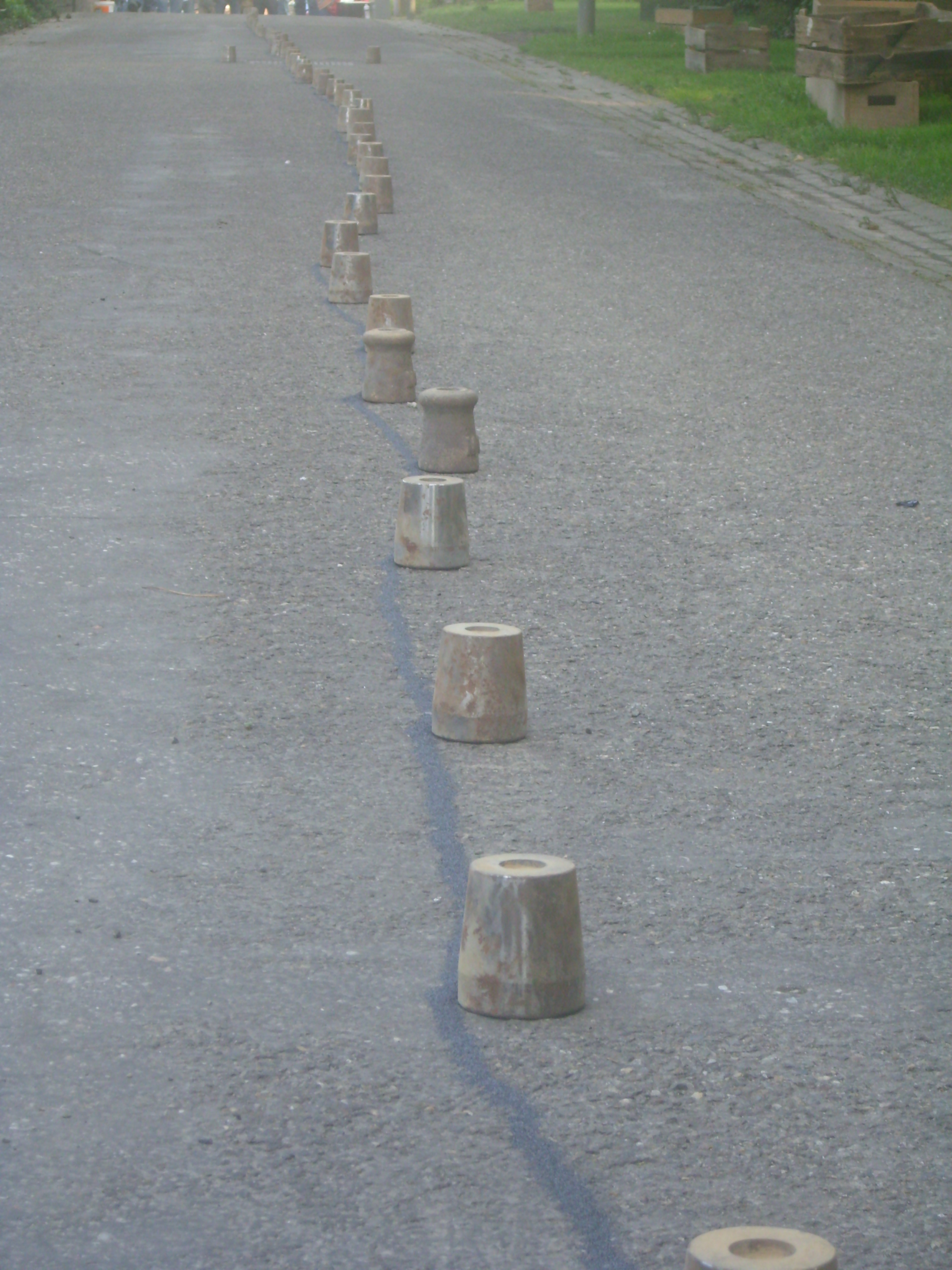
Rij geladen kamers, verbonden door een kruitspoor

Het kamerschieten is een volksgebruik dat vaak gepaard gaat met ceremonies, het dient dan als een soort saluutschoten. De kamers zijn oorspronkelijk kruitkamers, dit zijn gietijzeren potten met een grote opening aan de bovenkant (het boorgat) en een kleinere opening aan de zijkant (de ontstekingsopening of het zundgat). In deze metalen cilinders zit een lading zwart kruit en deze worden afgevuld met leem. De aangestampte leem schiet naar buiten als de kamer wordt afgevuurd, wat een harde, doffe knal veroorzaakt.

## Oorsprong

### Kruitkamers
In 1342 werden de kamers of bussen uitgevonden als vooraf verpakte ladingen voor de toenmalige kanonnen. Deze verbeterde versie van het kanon had een uitsparing in het achterste deel van de loop, waar de kamer precies in paste. Doordat men nu meerdere kamers bij elk stuk achterlaadgeschut ter beschikking had, kon men, in tegenstelling tot de voorlaadkanonnen, veel sneller laden en vuren. Met deze kanonnen werden ook saluutschoten afgevuurd door wel een kruitkamer, maar géén kogel erin te plaatsen.

### Saluutschoten
Hoe men ertoe gekomen is om de losse kamers te gebruiken voor deze saluutschoten is als volgt te verklaren. De geladen kamers moesten, als ze niet gebruikt waren, na enige tijd worden ontladen door ze af te vuren, omdat anders het kruit vochtig werd. Dit afvuren kon ook buiten het kanon gebeuren en de veroorzaakte knal was zeker zo hard als bij normaal gebruik. Op deze manier ontdekte men dat saluutschoten ook konden worden afgevuurd zonder kanon als dit niet strikt noodzakelijk was.

## Werking

### Het laden
Bij het laden van de kamers wordt in de ontstekingsopening een propje papier aangebracht (fluitje) en in het boorgat wordt een hoeveelheid, afhankelijk van de grootte van de kamer, zwart kruit (polver of polfer genoemd) gedaan. Op dit kruit komt weer een prop papier (paddenstoel) en dan wordt de kamer afgevuld met droge leem. Leem afkomstig van een afgebroken "vak" van een vakwerkhuis is hiervoor goed bruikbaar. Het geheel wordt vervolgens flink aangestampt met houten pennen en een vuisthamer. Dit aanstampen vereist enige kennis van zaken, want dit bepaalt hoe hard de kamer zal knallen.

### Het afvuren
Om nu een salvo te geven, gaat men als volgt te werk: de kamers worden volgens een bepaald patroon op een rij gezet (bijvoorbeeld in de processie 7 keer), de ontstekingsopeningen worden ontdaan van het papierpropje en er wordt een kruitspoor getrokken tussen de kamers met wat extra kruit bij iedere ontstekingsopening. Het kruitspoor wordt aangestoken met een brandende fakkel en de kamerschutter zoekt zo snel mogelijk dekking. Via de kleine ontstekingsopening komt dan de hoofdlading in het boorgat tot ontbranding. Door de enorme druk die ontstaat bij deze snelle ontbranding van het kruit wordt de leemprop uit de kamer gejaagd en de luchtverplaatsing waarmee dit gepaard gaat veroorzaakt de knal. De kracht van deze explosie was voldoende om een ijzeren of stenen kogel honderden meters weg te slingeren; het is dus zaak om de hoogst mogelijke veiligheidseisen in acht te nemen (minimaal 50 meter van bebouwing en personen). Doordat de kamers aan slijtage onderhevig zijn of bij materiaal van minder goede kwaliteit, blijft het gevaar aanwezig dat een kamer scheurt of geheel uit elkaar barst. Ook kan het gebeuren dat de leemprop blijft zitten en dat de druk van de explosie zich een uitweg zoekt via de ontstekingsopening, waardoor de kamer als een projectiel wordt weggeslingerd. Vanwege dit gevaar moeten tijdens het schieten zowel de schutter als de toeschouwers op een grote afstand blijven.

## Trivia
- De grootste kamer wordt in de meeste gevallen als laatste geplaatst in de rij en wordt doorgaans dikke bertha genoemd, naar de zware houwitser.